# Кубок Люксембургу з футболу 2010—2011
Кубок Люксембургу з футболу 2010–2011 — 86-й розіграш кубкового футбольного турніру в Люксембурзі. Титул здобув Діфферданж 03.

## Календар
| Раунд           | Дата               | Матчі | Клуби    |
| --------------- | ------------------ | ----- | -------- |
| Перший раунд    | 29 серпня 2010     | 18    | 106 → 88 |
| Другий раунд    | 5 вересня 2010     | 16    | 88 → 72  |
| Третій раунд    | 7-10 жовтня 2010   | 22    | 72 → 50  |
| Четвертий раунд | 5-7 листопада 2010 | 18    | 50 → 32  |
| 1/16 фіналу     | 1-3 квітня 2011    | 16    | 32 → 16  |
| 1/8 фіналу      | 22 квітня 2011     | 8     | 16 → 8   |
| 1/4 фіналу      | 4 травня 2011      | 4     | 8 → 4    |
| 1/2 фіналу      | 24-25 травня 2011  | 2     | 4 → 2    |
| Фінал           | 29 травня 2011     | 1     | 2 → 1    |

## Регламент
Згідно з регламентом у перших чотирьох раундах грають клуби нижчих дивізіонів, клуби Національного футбольного дивізіону Люксембургу стартують з 1/16 фіналу. На всіх стадіях команди грають по одному матчу.

## 1/16 фіналу
| Команда 1                      | Рахунок      | Команда 2                |
| ------------------------------ | ------------ | ------------------------ |
| 1 квітня 2011                  |              |                          |
| Санем (4)                      | 0:2          | Женесс (Канах)           |
| 2 квітня 2011                  |              |                          |
| Уніон Мертерт/Вассербілліг (3) | 0:1          | Женесс (Еш)              |
| Белвал Белво (3)               | 0:1          | Рюмеланж (2)             |
| Авенір (Бегген) (2)            | 0:3          | Расінг                   |
| 3 квітня 2011                  |              |                          |
| Гостерт (2)                    | 3:5 дч       | РМ Гамм Бенфіка          |
| Спортинг (Мерциг) (3)          | 0:3          | Свіфт                    |
| Мондеркаж (2)                  | 0:3          | Етцелла                  |
| Флаксвайлер/Бейрен (3)         | 3:3 пен. 6:5 | Петанж                   |
| Мамер 32 (3)                   | 1:3          | Гревенмахер              |
| Уніон 05 (2)                   | 1:0          | Блу Бойс (Мюхленбах) (3) |
| Келен (3)                      | 1:6          | Кер'єнґ                  |
| Штайнфорт (2)                  | 3:1 дч       | Вільц                    |
| Женесс (Ширен) (3)             | 2:4 дч       | Діфферданж 03            |
| Мондорф-ле-Бен (2)             | 2:2 пен. 2:5 | Прогрес                  |
| Женесс (Юнглінстер) (4)        | 0:2          | Фола                     |
| УНА Штрассен (3)               | 0:1 дч       | Ф91 Дюделанж             |

## 1/8 фіналу
| Команда 1              | Рахунок | Команда 2       |
| ---------------------- | ------- | --------------- |
| 22 квітня 2011         |         |                 |
| Флаксвайлер/Бейрен (3) | 1:2 дч  | Уніон 05 (2)    |
| Етцелла                | 1:2     | Фола            |
| Прогрес                | 2:3 дч  | Расінг          |
| Кер'єнґ                | 0:2     | Гревенмахер     |
| Діфферданж 03          | 3:1 дч  | РМ Гамм Бенфіка |
| Ф91 Дюделанж           | 2:1     | Свіфт           |
| Рюмеланж (2)           | 0:2     | Женесс (Канах)  |
| Штайнфорт (2)          | 1:4     | Женесс (Еш)     |

## 1/4 фіналу
| Команда 1     | Рахунок | Команда 2      |
| ------------- | ------- | -------------- |
| 4 травня 2011 |         |                |
| Фола          | 1:2     | Ф91 Дюделанж   |
| Діфферданж 03 | 5:0     | Женесс (Канах) |
| Уніон 05 (2)  | 1:4     | Женесс (Еш)    |
| Расінг        | 4:1     | Гревенмахер    |

## 1/2 фіналу
| Команда 1      | Рахунок | Команда 2     |
| -------------- | ------- | ------------- |
| 24 травня 2011 |         |               |
| Женесс (Еш)    | 0:2     | Ф91 Дюделанж  |
| 25 травня 2011 |         |               |
| Расінг         | 0:2     | Діфферданж 03 |

## Фінал
| 29 травня 2011 18:00 (EEST) |

| Діфферданж 03 | 1:0      | Ф91 Дюделанж |
| ------------- | -------- | ------------ |
| Рібейро 24'   | Протокол |              |

| Жозі Бартель, Люксембург Глядачів: 2 713 Арбітр: Франк Бурньон |